# Séries de Renard
As séries de Renard são um sistema de números preferenciais que dividem um intervalo de 1 a 10 em 5, 10, 20 ou 40 passos. Este conjunto de números preferenciais foi proposto em 1877 pelo engenheiro do exército francês, coronel Charles Renard. Seu sistema foi adotado pela ISO em 1949 para formar a Recomendação ISO R3, publicada pela primeira vez em 1953 ou 1954, que evoluiu para o padrão internacional ISO 3.